# Vädersvällare
Vädersvällare används i piporglar för att reglera lufttillförseln och därigenom tonernas intensitet.
En vädersvällare består av en i luftkanalen inbyggd klaff, som kan strypa luftströmmen till motsvarande verk i orgeln.
Vädersvällare finns i Pehr Schiörlins orgel i Gammalkils kyrka, Östergötland, byggd 1806.